# West Coast (film)
Pour les articles homonymes, voir West Coast.
Pour plus de détails, voir Fiche technique et Distribution.
West Coast est un film français réalisé par Benjamin Weill, sorti le 27 avril 2016.
Il s'agit du premier film de Benjamin Weill en tant que réalisateur, après plusieurs films en tant que monteur.

## Synopsis
Dans un petit village de la côte sud de la Bretagne (Plouhinec et ses environs, entre Vannes et Lorient dans le Morbihan), quatre amis imposent leur style de rappeurs américains. Mais un nouveau venu, Sylvain, les provoque et les humilie en public. Entre les aventures qui suivent, il y a un voyage au pur style "road trip" jusqu'à Quiberon, une presqu'île au sud de Plouhinec, desservie par une seule et unique route goudronnée, ouvrant les portes sur l'océan Atlantique.

## Fiche technique
- Réalisation : Benjamin Weill
- Scénario : Camille Fontaine et Benjamin Weill
- Co-production : France 2 Cinéma, Mars Films, Jerico, Cofinova 11
- Distribution : Mars Films
- Image: Vincent van Gelder
- Montage : Flora Volpelière
- Musique : Tim Devine
- Durée : 80 minutes
- Date de sortie :
  - France : 27 avril 2016

## Distribution
- Devi Couzigou
- Victor Le Blond
- Mathis Crusson
- Sullivan Loyez
- Pierre-François Martin-Laval
- Isabelle Nanty
- Arnaud Duléry
- Liah O'Prey
- Gaia Bermani Amaral
- Pierre Vallance
- Simon Astier
- Franc Bruneau
- Jérémy Azencott
- Hugo Chalan-Marchio
- Sylvain Delabrosse
- Valentin Caro

## Tournage
Le film a été tourné entièrement dans le Morbihan, en Bretagne. Plus spécifiquement, c'était à Carnac, à Plougoumelen, à Auray, à Baud, à Ploemeur, à Quiberon, à Locmariaquer et à Larmor-Plage, entre autres endroits du coin, du 23 septembre au 7 novembre 2014.